# Gruppe (Mathematik)

Die Drehungen eines Zauberwürfels bilden eine Gruppe.

In der Mathematik ist eine Gruppe eine Menge von Elementen zusammen mit einer Verknüpfung, die je zwei Elementen der Menge ein drittes Element derselben Menge zuordnet und dabei drei Bedingungen, die Gruppenaxiome, erfüllt: das Assoziativgesetz, die Existenz eines neutralen Elements und die Existenz von inversen Elementen.
Eine der bekanntesten Gruppen ist die Menge der ganzen Zahlen mit der Addition als Verknüpfung. Das mathematische Teilgebiet, das sich der Erforschung der Gruppenstruktur widmet, wird Gruppentheorie genannt. Es ist ein Teilgebiet der Algebra. Die Anwendungsgebiete der Gruppen, auch außerhalb der Mathematik, machen sie zu einem zentralen Konzept der gegenwärtigen Mathematik.
Gruppen teilen eine fundamentale Verwandtschaft mit der Idee der Symmetrie. Beispielsweise verkörpert die Symmetriegruppe eines geometrischen Objekts dessen symmetrische Eigenschaften. Sie besteht aus der Menge derjenigen Abbildungen (z. B. Drehungen), die das Objekt unverändert lassen, und der Hintereinanderausführung solcher Abbildungen als Verknüpfung. Lie-Gruppen sind die Symmetriegruppen des Standardmodells der Teilchenphysik, Punktgruppen werden genutzt, um in der Chemie Symmetrie auf molekularer Ebene zu verstehen, und Poincaré-Gruppen können die Symmetrien ausdrücken, die der speziellen Relativitätstheorie zugrunde liegen.
Das Konzept der Gruppe entstand aus Évariste Galois’ Untersuchungen von Polynomgleichungen in den 1830er Jahren. Nach Beiträgen aus anderen mathematischen Gebieten wie der Zahlentheorie und der Geometrie wurde der Begriff der Gruppe verallgemeinert. Um 1870 war er fest etabliert und wird heute in dem eigenständigen Gebiet der Gruppentheorie behandelt. Um Gruppen zu erforschen, haben Mathematiker spezielle Begriffe entwickelt, um Gruppen in kleinere, leichter verständliche Bestandteile zu zerlegen, wie z. B. Untergruppen, Faktorgruppen und einfache Gruppen. Neben ihren abstrakten Eigenschaften untersuchen Gruppentheoretiker auch Möglichkeiten, wie Gruppen konkret ausgedrückt werden können (Darstellungstheorie), sowohl für theoretische Untersuchungen als auch für konkrete Berechnungen. Eine besonders reichhaltige Theorie wurde für die endlichen Gruppen entwickelt, was 1983 in der Klassifizierung der endlichen einfachen Gruppen gipfelte. Diese spielen für Gruppen eine vergleichbare Rolle wie die Primzahlen für natürliche Zahlen.

## Einführendes Beispiel
Eine der bekanntesten Gruppen bildet die Menge der ganzen Zahlen {\displaystyle \{\ldots ,-3,-2,-1,0,1,2,3,\ldots \}}, die üblicherweise mit {\displaystyle \mathbb {Z} } bezeichnet wird, zusammen mit der Addition.
Die Menge der ganzen Zahlen zusammen mit der Addition erfüllt einige grundlegende Eigenschaften:
- Für zwei ganze Zahlen {\displaystyle a} und {\displaystyle b} ist die Summe {\displaystyle a+b} wieder eine ganze Zahl. Würde man hingegen zwei ganze Zahlen durch einander dividieren, so wäre das Ergebnis zumeist eine rationale Zahl und keine ganze Zahl mehr. Da dies bei der Addition nicht passieren kann, sagt man, dass die ganzen Zahlen unter der Addition abgeschlossen sind.
- Für alle ganzen Zahlen {\displaystyle a}, {\displaystyle b} und {\displaystyle c} gilt das Assoziativgesetz

{\displaystyle (a+b)+c=a+(b+c)}.
In Worten ausgedrückt heißt dies, dass es egal ist, ob man zuerst {\displaystyle a} und {\displaystyle b} oder {\displaystyle b} und {\displaystyle c} addiert, das Ergebnis ist dasselbe. Diese Eigenschaft wird Assoziativität genannt.
- Für jede ganze Zahl {\displaystyle a} gilt

{\displaystyle 0+a=a+0=a}.
Die Addition mit Null verändert also die Ausgangszahl nicht. Daher nennt man Null das neutrale Element der Addition.
- Für jede ganze Zahl {\displaystyle a} existiert eine ganze Zahl {\displaystyle b}, so dass {\displaystyle a+b=b+a=0} gilt. Das heißt, zu jeder ganzen Zahl {\displaystyle a} existiert eine ganze Zahl {\displaystyle b}, so dass ihre Summe null ergibt. Die Zahl {\displaystyle b} heißt in diesem Fall das inverse Element von {\displaystyle a} und wird mit {\displaystyle -a} notiert.

Diese vier Eigenschaften der Menge der ganzen Zahlen zusammen mit ihrer Addition werden in der Definition der Gruppe auf andere Mengen mit einer passenden Operation verallgemeinert.

### Zyklische Gruppen

Die 6. komplexen Einheitswurzeln können als zyklische Gruppe aufgefasst werden.

## Definitionen

### Gruppe
Eine Gruppe ist ein geordnetes Paar {\displaystyle (G,*)} bestehend aus einer Menge {\displaystyle G} und einer inneren zweistelligen Verknüpfung {\displaystyle *} auf {\displaystyle G}. Dabei erfüllt die (in Infixnotation geschriebene) Abbildung
{\displaystyle *\colon \,{\begin{cases}G\times G&\to &G\\(a,b)&\mapsto &a*b\end{cases}}}
die folgenden, Gruppenaxiome genannten, Forderungen:
| - Für alle {\displaystyle a}, {\displaystyle b}, {\displaystyle c\in G} gilt: {\displaystyle (a*b)*c=a*(b*c)}.                                   | (Assoziativität)                  |
| - Es gibt ein (einziges) neutrales Element {\displaystyle e\in G}, mit dem für alle {\displaystyle a\in G} gilt: {\displaystyle a*e=e*a=a}.      | (Existenz des neutralen Elements) |
| - Zu jedem {\displaystyle a\in G} existiert ein (einziges) inverses Element {\displaystyle a^{-1}\in G} mit {\displaystyle a*a^{-1}=a^{-1}*a=e}. | (Existenz des inversen Elements)  |

Eine Gruppe ist also ein Monoid, in dem jedes Element ein Inverses hat.
Wenn {\displaystyle (G,*)} eine Gruppe ist, heißen die Elemente der Menge {\displaystyle G} Elemente der Gruppe, kurz Gruppenelemente.

### Schwache Gruppenaxiome
Die Gruppenaxiome können formal abgeschwächt werden, indem man die Axiome für die Existenz des neutralen Elements und der inversen Elemente folgendermaßen ersetzt:
Es gibt ein {\displaystyle e\in G}, so dass gilt:
- Für alle {\displaystyle a\in G} gilt: {\displaystyle e*a=a} – hiermit heißt {\displaystyle e} linksneutrales Element.
- Zu jedem {\displaystyle a\in G} existiert ein {\displaystyle b\in G} mit {\displaystyle b*a=e} – so ein Element {\displaystyle b} heißt zum Element {\displaystyle a} linksinverses Element (bezüglich des linksneutralen Elements {\displaystyle e}).

Diese formal schwächere Definition ist äquivalent zu der ursprünglichen Definition.
| Beweis |
| Es erfülle {\displaystyle (G,*)} die schwachen Gruppenaxiome. Dann existiert zu jedem Gruppenelement {\displaystyle a} ein Linksinverses {\displaystyle b\in G} und {\displaystyle b} besitzt wiederum ein Linksinverses {\displaystyle c\in G}. Also gilt {\displaystyle a*b=e*(a*b)=(c*b)*(a*b)=c*((b*a)*b)=c*(e*b)=c*b=e}, womit {\displaystyle b} auch ein Rechtsinverses zu {\displaystyle a} ist. Damit gilt dann auch {\displaystyle a*e=a*(b*a)=(a*b)*a=e*a=a}, also ist {\displaystyle e} auch ein rechtsneutrales Element und {\displaystyle (G,*)} somit auch eine Gruppe gemäß der stärkeren Axiomatik. ∎ |

### Gruppe als algebraische Struktur
Eine Gruppe kann auch als eine besondere algebraische Struktur definiert werden. Mit den schwachen Gruppenaxiomen erhält man dann:
Eine Gruppe ist ein Quadrupel {\displaystyle (G,*,e,{^{-1}})} bestehend aus einer Menge {\displaystyle G} sowie einer assoziativen zweistelligen Verknüpfung {\displaystyle *} auf {\displaystyle G}, einer nullstelligen Verknüpfung {\displaystyle e} und einer einstelligen Verknüpfung {\displaystyle ^{-1}} auf {\displaystyle G}, sodass für jedes {\displaystyle a\in G} gilt {\displaystyle e*a=a} und {\displaystyle a^{-1}*a=e}.

### Abelsche Gruppe
Eine Gruppe {\displaystyle (G,*)} heißt abelsch oder kommutativ, wenn zusätzlich das folgende Axiom erfüllt ist:
- Kommutativität: Für alle Gruppenelemente {\displaystyle a} und {\displaystyle b} gilt {\displaystyle a*b=b*a}.

Andernfalls, d. h., wenn es Gruppenelemente {\displaystyle a,b\in G} gibt, für die {\displaystyle a*b\neq b*a} ist, heißt die Gruppe {\displaystyle (G,*)} nicht-abelsch (oder nicht-kommutativ).

### Gruppenordnung
Bei einer Gruppe {\displaystyle (G,*)} wird die Mächtigkeit {\displaystyle |G|} auch als Ordnung der Gruppe bezeichnet. Für eine endliche Gruppe {\displaystyle G=\{a_{1},a_{2},\dotsc ,a_{n}\}} ist die Ordnung also einfach die Anzahl {\displaystyle n} der Gruppenelemente.

### Ordnung eines Elementes
Die Ordnung eines Elementes {\displaystyle g\in G} ist definiert durch {\displaystyle \operatorname {ord} (g):=\min(\{n\in \mathbb {N} \mid g^{n}=e\}\cup \{\infty \})}, wobei {\displaystyle e} das neutrale Element der Gruppe {\displaystyle G} repräsentiert.
Bemerkungen:
- In jeder Gruppe hat genau das neutrale Element die Ordnung 1.
- Für endliche Gruppen {\displaystyle G} gilt:

{\displaystyle \forall g\in G\colon \operatorname {ord} (g)\mid |G|} (gesprochen: die Ordnung von {\displaystyle g} teilt die Gruppenordnung {\displaystyle |G|})